# Величина (математика)
Математическая величина — одно из основных понятий математики, означающее, нестрого говоря, то, что можно измерить. Более строго, величины — это математические объекты, для которых может быть определено отношение неравенства и операция сложения, а также выполняются ряд свойств, включая аксиомы Архимеда и непрерывности. Величины могут быть постоянными или переменными, несколько величин могут быть связаны между собой алгебраически или иным способом.
Первоначально была определена положительная скалярная величина с отношением неравенства и операцией сложения. Среди её обобщений векторы и тензоры, для которых нельзя определить отношение неравенства, «неархимедовы» величины, для которых не выполняется аксиома Архимеда. Система действительных чисел также может рассматриваться как система величин.

## Скалярная величина
Для однородных скалярных величин устанавливается отношение неравенства и смысл операции сложения. Они обладают следующими свойствами:
1. для любых a и b имеет смысл только одно из трёх соотношений: или a = b, или a > b, или a < b;
2. выполняется транзитивность отношений меньше и больше, то есть если a < b и b < c, то a < c;
3. существует однозначно определённая сумма любых двух величин, то есть c = a + b;
4. выполняется коммутативность сложения, то есть a + b = b + a;
5. выполняется ассоциативность сложения, то есть a + (b + c) = (a + b) + c;
6. выполняется монотонность сложения, то есть a + b > a;
7. существует однозначно определённая возможность вычитания, то есть если a > b, то существует c, такое, что b + c = a;
8. существует возможность деления, то есть для любого а и натурального числа n существует b, такое, что bn = a;
9. выполняется аксиома Архимеда, то есть для любых a и b существует натуральное n, такое, что a < nb;
10. выполняется аксиома непрерывности.

Величина является абстрактным понятием, которое выражает категорию количества. Скалярная величина характеризуется одним числом.

## Обобщения понятия
С развитием математики смысл понятия величины подвергался обобщениям. Понятие было расширено на «нескалярные» величины, для которых определено сложение, но не определено отношение порядка. К ним относятся векторы и тензоры. Следующим расширением стал отказ от аксиомы Архимеда или использование её с некоторыми оговорками (например, натуральность числа n для положительных скалярных величин). Такие величины используются в отвлечённых математических исследованиях.
Кроме того, используются постоянные и переменные величины. При рассмотрении переменных величин принято говорить, что в различные моменты времени они принимают различные числовые значения.

## Исторический очерк
Евклид (III век до н. э.) ввёл понятие положительной скалярной величины, что являлось непосредственным обобщением таких конкретных понятий, как длина, площадь, объём, масса. В пятой книге «Начал» сформулированы основные свойства величины (возможно, она принадлежит перу Евдокса), в седьмой книге рассматриваются числа и даётся определение величины, в десятой книге рассматриваются соизмеримые и несоизмеримые величины. Древнегреческие математики развили теорию измерения величин, основанную на первых девяти свойствах величины (включая аксиому Архимеда).
Род величины связан со способом сравнения объектов. Например, понятие длины вытекает из сравнения отрезков с помощью наложения: отрезки имеют одинаковую длину, если совпадают при наложении, и длина одного отрезка меньше длины другого, если при наложении первый отрезок не покрывает второй целиком. Сравнение плоских фигур приводит к понятию площади, пространственных тел — объёма. Свои соображения Евклид иллюстрировал операциями с отрезками, но сам при этом рассматривает величины как абстрактные понятия. Его теория применяется к углам и времени.
Греческие математики рассматривали величины, которые можно было измерить линейкой с единичной длиной и циркулем. Система всех длин, находящихся в рациональном отношении к единичной длине, удовлетворяет требованиям 1—9, но не охватывает систему всех длин вообще. Открытие существования несоизмеримых отрезков приписывается Пифагору (VI век до н. э.). Арабские математики рассматривали более сложные величины, в частности, решали кубические уравнения геометрическими методами. Для полного определения системы положительных скалярных величин была введена аксиома непрерывности. В результате все величины системы однозначно представляются в виде a = αl, где α — положительное действительное число, а l — единица измерения.
Следующим этапом стало рассмотрение направленных отрезков на прямой и противоположно направленных скоростей. Если к системе положительных скалярных величин добавить нуль и отрицательные величины, то полученное обобщение, получившее название скалярной величины, является основным в механике и физике. В таком обобщении — это любое действительное число (положительное, отрицательное или равное нулю). Данное обобщение прибегает к понятию числа, но того же можно добиться изменением в формулировке свойств.
Математики исламского мира соединили древнегреческие понятия «числа» и «величины» в единую, более общую идею вещественных чисел. Они критически относились к представлениям Евклида об отношениях, в противовес ей развили теорию отношений произвольных величин и расширили понятие числа до отношений непрерывных величин.
Декарт ввёл понятие переменной величины.
В XVII веке вещественные числа тесно ассоциировались с понятием величины, а математика считалась наукой о величинах.